# قرار فوق‌العاده
قرار فوق‌العاده (انگلیسی: Prerogative writ) یک دستور یا حکم قانونی استثنایی است که توسط یک دیوان عالی برای رسیدگی به موارد خاص و استثنایی صادر می‌شود. این احکام معمولاً زمانی صادر می‌شوند که راه‌های عادی دادرسی یا فرجام‌خواهی برای احقاق حق یا جبران خسارت کافی نباشند یا در دسترس نباشند.
در برخی نظام‌های حقوقی، احکام فوق‌العاده ممکن است با احکام حکومتی (prerogative writs) همپوشانی داشته باشند. با این حال، در برخی موارد، احکام فوق‌العاده ممکن است فراتر از احکام حکومتی سنتی باشند و برای رسیدگی به شرایط جدید یا مسائل پیچیده‌تر استفاده شوند.
به‌طور کلی، احکام فوق‌العاده ابزاری استثنایی برای دادگاه‌ها هستند تا در مواردی که قوانین و رویه‌های عادی پاسخگو نیستند، بتوانند عدالت را اجرا کرده و از حقوق افراد محافظت کنند.
حکم حکومتی (Prerogative writ) یک دستور یا حکم قانونی است که توسط یک دادگاه عالی برای کنترل اقدامات دولت، مقامات دولتی، یا دادگاه‌های پایین‌تر صادر می‌شود. این احکام ریشه در حقوق کامن‌لا دارند و در اصل توسط پادشاه انگلستان برای اعمال قدرت و اختیارات خود صادر می‌شدند. امروزه، این احکام معمولاً توسط دادگاه‌های عالی برای بررسی تصمیمات مقامات دولتی یا دادگاه‌های پایین‌تر در مواردی که حقوق افراد نقض شده یا در معرض خطر قرار گرفته‌اند، صادر می‌شوند. انواع مختلفی از احکام حکومتی وجود دارد که هر کدام برای هدف خاصی طراحی شده‌اند، مانند قرار احضار زندانی ("Habeas Corpus") برای آزادی زندانیان غیرقانونی، "Mandamus" برای الزام مقامات دولتی به انجام وظایف خود، "Prohibition" برای جلوگیری از اقدامات غیرقانونی دادگاه‌های پایین‌تر، و "Certiorari" برای بررسی تصمیمات دادگاه‌های پایین‌تر.